# FlexComixネクスト
『FlexComixネクスト』（フレックスコミックスネクスト、FlexComix NEXT）は、かつて存在した日本のウェブコミック配信サイト。

## 概要
Yahoo! JAPAN内「Yahoo!コミック」で2007年1月から配信されている『FlexComixブラッド』からの派生誌として、2008年6月3日にオープンした。少年漫画中心の『ブラッド』に対して青年漫画を中心に掲載。創刊に際しては、『ブラッド』より一部の連載作品が移籍している。単行本はフレックスコミックス発行、ほるぷ出版発売のフレックスコミックスレーベル（『ブラッド』と共用）より発売されている。
2012年、フレックスコミックスがガイアホールディングス傘下となったことに伴い本サイトと『ブラッド』はガイアホールディングスのグループ企業であるジー・モードが運営する『COMIC メテオ』に吸収されることになった。9月に連載作品を『ネクスト』と『メテオ』で並行配信または『メテオ』でバックナンバーを配信する経過期間を経て、10月より『メテオ』へ完全に一本化された。

## 連載作品
読み切り作品は割愛している。

### COMICメテオに移籍

#### 新規連載作品
- かむかむバニラ!（ハルミチヒロ 原作：田沢大典/シナリオ工房 月光）
- 三極姫（ごばん 原作：システムソフト・アルファー）
- 残念くのいち伝（介錯）
- 戦極姫 ～PRINCESS OF WAR MASTER～（神吉 原作：システムソフト・アルファー）
- ふぇちっくす！（幾夜大黒堂）

#### FlexComixブラッドから移籍
- 武蔵野線の姉妹（ユキヲ）
- ランペイジ（吉永裕ノ介） - 『ヤングマガジンアッパーズ』（講談社）休刊に伴う連載中断分の再掲後、新エピソードへ移行。

### 連載終了作品
- いきなり幼なじみ!!（しなま）
- ANGEL PARA BELLUM エンジェルパラベラム（環望 原作：みなみケント）
- おと×まほ（すえみつぢっか/原作：白瀬修 キャラクター原案：ヤス）
- 神様のパズル（内田征宏 原作：機本伸司）
- 環境保護隊モッタイ9（矢上裕）
- KLAN（フカキショウコ 原作：田中芳樹 企画協力：ティー・ピー・オー）
- グローバルアストロライナー号（景平直 原作：AVEX･BEYOND C.）
- クロノス・ジョウンターの伝説（アサミ・マート 原作：梶尾真治）
- けったま! 〜蹴球☆らいおっとガールズ〜（不動らん）
- さくらフロンティア（竹林月）
- Starting Over（指田行弘 原作：大塚明）
- 女子高生鍵師 サキ（ハヅキリョウ 原作：安達元一）
- 神曲奏界ポリフォニカ ザ・ブラック（米村孝一郎 原作：大迫純一/KuroCo）
- 創聖のアクエリオン 〜虚空の天翅〜（浅川圭司 原作：河森正治/サテライト）
- 第六大陸（吉祥寺笑 原作：小川一水）
- 中野ブロンディーズ 〜GO! チアリーダー!〜（榎本マキ  原作：GO! 中野ブロンディーズプロジェクト）
- 姫神ガジェット（麻宮騎亜）
- メイド刑事（宇佐美道子 原作：早見裕司 キャラクター原案：はいむらきよたか）
- まじょま witch×maniac（神吉）
- 桃と牡丹と百合の花（三星めがね）
- ヤングガン・カルナバル（佐藤夕子 原作：深見真）
- WARRIORs -九紋竜演義-（紅丸）